# フランソワ・ユーベル

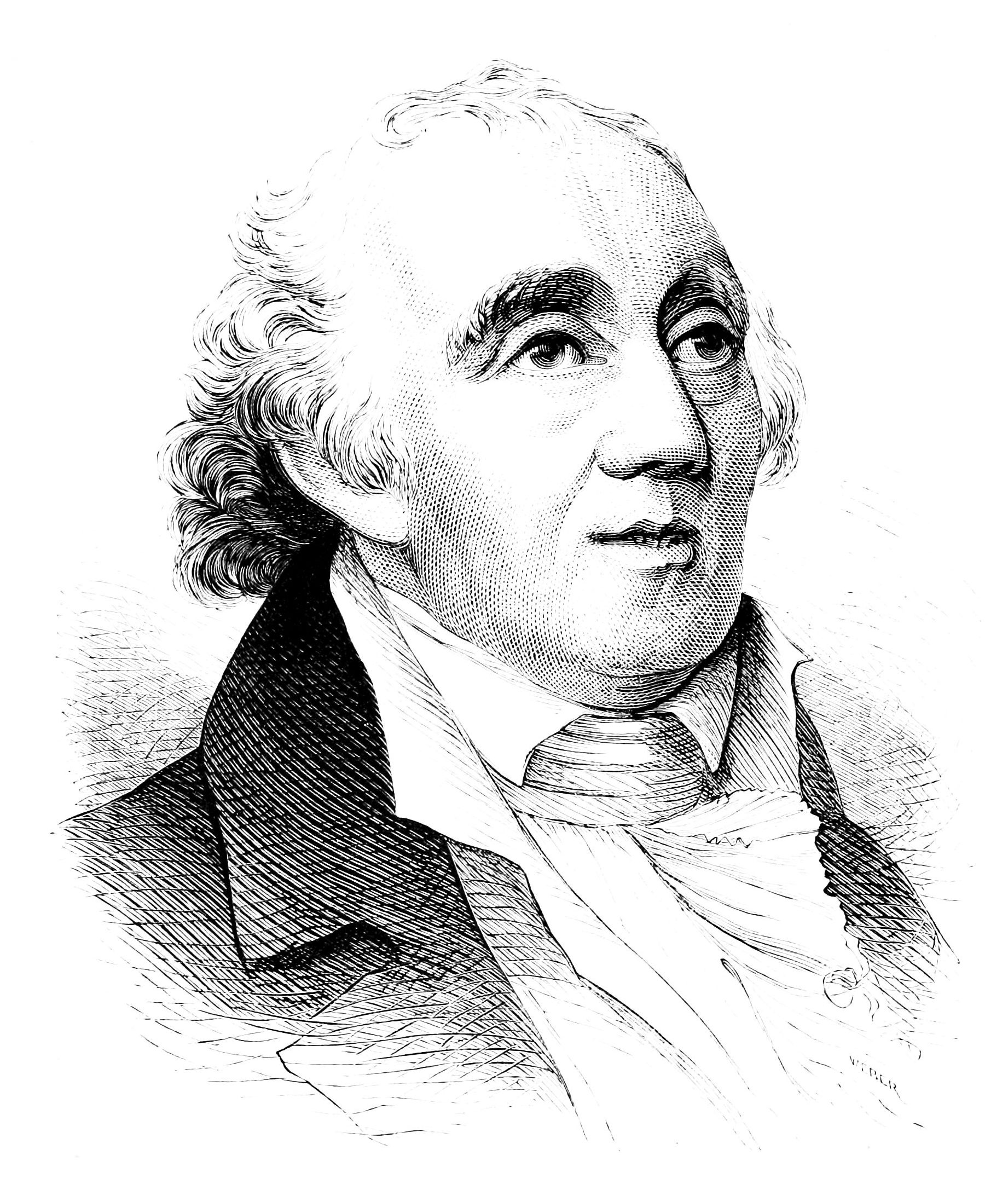
フランソワ・ユーベル

フランソワ・ユーベル(François Huber, 1750年7月2日 - 1831年12月22日)は、スイスの博物学者。彼は盲目であったが、助手バーネンスらの助けを借りてミツバチに関する詳細な研究を行った。この成果は後に英訳され、ミツバチの生態記録としていまだに価値を保っている。

## 略歴
フランソワ・ユーベルは16世紀のランドルフ・ユーベル(Rodolfe HUBER, 1523-1573)から数えて8代目の子孫であり、彼の一族には博物学者が多い。大叔母のマリー・ユーベル (Marie Huber) には神学上の膨大な著作があり、イギリスの日刊紙スペクティター (The Spectator (1711)) の翻訳・抄録も行っている(Amsterdam, 3 vols., 1753)。フランソワの父ジャン・ユーベル (Jean Huber) (1721-1786)は、フランスのフェルニー・ヴォルテール (Ferney-Voltaire) で長く軍人をする傍ら、鳥の研究を行っており、その成果をObservations sur le vol des oiseaux （「飛ぶ鳥の観察」、Geneva, 1784）としてまとめている。
フランソワ・ユーベルは1750年、スイスのジュネーヴに生まれた。彼は15歳で病気となり、だんだんと目が見えなくなっていった。1776年4月28日(25歳)にマリー・リュラン(Marie Aimée Lullin, 1751-1822)と結婚、子供にピエール(Pierre, 1777-?）、アン(Anne Marie)、ジャン(Jean)がいる。妻マリーや助手のフランソワ・バーネンス(François Burnens)の助けを借り、ライフワークであるミツバチの研究を始めとする生物学の研究を行う。1831年12月22日(81歳)、スイスのローザンヌで死去。
スイスの植物学者、オーギュスタン・ピラミュ・ドゥ・カンドール(Augustin Pyramus de Candolle, 1778-1841)は彼に献名して、ブラジル原産の植物の1つをHuberia burmaと名付けている。

## 業績
ユーベルは盲目のため、助手のバーネンスに観察させ、その報告を解釈し、それを元に次の試験の計画を立てる、という独自の研究方法をとった。
ミツバチの研究では、釣鐘状のガラス容器の中でミツバチに巣を作らせ、観察したという。1792年、その結果をジュネーブでNouvelles Observations sur les Abeilles（「ミツバチに関する新たな研究結果」）として出版する。この本は1806年にNew Observations on the Natural History Of Beesの題名で英訳され、1821年には第3版が出版され、ミツバチの生体の観察記録としていまだに価値を保っている。
ユーベルの報告によると、ミツバチはカーテン状に広がった群れを作り、それぞれが腹部の蝋腺からミツロウを分泌する。それを複数本のリボン状につなぎ、さらにリボンをつないで厚い壁とし、その壁を削って六角形の穴を穿つ。削り取った材料は再び巣の材料として活用する、というものである。ユーベルはさらに、群れの巣別れについても報告を行っている。
ミツバチ以外の研究としては、スイスの牧師ジャン・セネビエ(Jean Senebier, 1742-1809)を手伝い、セネビエの著書Mém. sur l'influence de l'air, etc., dans la germination（「発芽に空気等が与える影響」、Geneva, 1800）の作成に協力している。その他、"Mém. sur l'origine de la cire"（ワックスの発生源に関する研究、Bibliothéque britannique, tome xxv.に収録）、"Lettre a M. Pictet sur certains dangers que courent les abeilles"（「ピクテ氏へのハチの危険性に関するレター」、Bib. brit. xxvii）、"Nouvelles Observ. rel. au sphinx Atropos"（「スズメガの一種sphinx atroposに関する新しい観察結果」、Bib. brit. xxvii）という論文を残している。